# Краус, Михаэль (хоккеист на траве)
Михаэль Херман Краус (нем. Michael Hermann Kraus; род. 24 января 1958, Франкфурт-на-Майне, Гессен) — западногерманский и американский хоккеист на траве, полевой игрок. Участник летних Олимпийских игр 1984 года.

## Биография
Михаэль Краус родился 24 января 1958 года в западногерманском городе Франкфурт-на-Майне.
По рождению получил двойное гражданство — ФРГ и США.
Окончил Франкфуртский университет имени Гёте, учился в Калифорнийском университете в Беркли.
Был сильным теннисистом, выиграв чемпионат ФРГ среди юношей до 16 лет.
Играл в хоккей на траве за «Франкфурт-1880».
В 1981—1984 годах выступал за сборную США по хоккею на траве. В 1982 году участвовал в турне по Великобритании. В 1983 году выступал в американском национальном спортивном фестивале.
В 1984 году вошёл в состав сборной США по хоккею на траве на летних Олимпийских играх в Лос-Анджелесе, занявшей 12-е место. Играл в поле, провёл 2 матча, мячей не забивал.